# Grzegorz Kiełb
Grzegorz Kiełb (ur. 13 maja 1974 w Tarnobrzegu) – polski polityk i samorządowiec. W latach 2014–2018 prezydent Tarnobrzega.

## Życiorys
Syn Józefa. Z wykształcenia jest magistrem prawa. Ukończył ponadto studia podyplomowe z obszaru gospodarki przestrzennej w administracji publicznej oraz z zakresu zarządzania i pośrednictwa obrotu nieruchomościami. Pracował w straży miejskiej, później pełnił funkcję zastępcy kierownika Urzędu Stanu Cywilnego w Tarnobrzegu, był także naczelnikiem Wydziału Urbanistyki, Architektury i Budownictwa w tarnobrzeskim urzędzie miejskim. W latach 2010–2017 był sekretarzem i członkiem Rady Nadzorczej Tarnobrzeskiej Spółdzielni Mieszkaniowej. W 2012 został redaktorem naczelnym lokalnego pisma „Tarnobrzeski Niecodziennik”. W latach 2014–2015 był prokurentem w spółce Biegus Group sp. z o.o..
W wyborach samorządowych w 2014 jako bezpartyjny kandydat z listy KWW Moje Miasto Tarnobrzeg ubiegał się o urząd prezydenta Tarnobrzega (kandydował wtedy także do rady miasta). Po I turze otrzymał poparcie od Prawa i Sprawiedliwości. W II turze głosowania pokonał ubiegającego się o reelekcję Norberta Mastalerza (popieranego przez Platformę Obywatelską), zdobywając 11 102 głosy, co dało mu 63,91% poparcia. 9 grudnia 2014 został oficjalnie zaprzysiężony, rozpoczynając urzędowanie.
21 lutego 2018 został zatrzymany przez funkcjonariuszy Centralnego Biura Antykorupcyjnego, podczas przyjmowania łapówki w kwocie 20 tysięcy złotych w gotówce, za sprawę nie będącą kompetencją prezydenta miasta. W związku z tą sprawą został decyzją sądu tymczasowo aresztowany na trzy miesiące. Przebywał w Areszcie Śledczym w Warszawie-Białołęce. Areszt przedłużono mu o dodatkowe dwa miesiące. 17 lipca 2018 został wypuszczony na wolność. 
W wyborach samorządowych w 2018 wystartował jako kandydat do Rady Miasta Tarnobrzega z listy KWW Dla Zgody i Rozwoju Tarnobrzega. Uzyskał mandat radnego, zdobywając aż 1075 głosów, co było rekordowym wynikiem w głosowaniu do tarnobrzeskiej rady miejskiej. 29 listopada 2018 został wybrany przewodniczącym komisji rewizyjnej w Radzie Miasta Tarnobrzega VIII kadencji. 
8 października 2018 ruszył jego proces. Sam Kiełb nie przyznawał się do zarzucanego mu czynu. Tłumaczył, że przyjęte pieniądze nie były łapówką, lecz pożyczką na przyszłą kampanię wyborczą. 20 maja 2019 Sąd Rejonowy w Tarnobrzegu nieprawomocnie uznał go za winnego przyjęcia korzyści majątkowej i skazał na karę roku i czterech miesięcy pozbawienia wolności (zaliczając na poczet kary pięciomiesięczny pobyt w areszcie), nakładając na niego także zakaz pełnienia funkcji kierowniczych w samorządzie przez okres sześciu lat. Został także zobowiązany do pokrycia kosztów sądowych oraz zapłacenia kary grzywny w wysokości 15 tysięcy złotych. 23 października 2019 tarnobrzeski Sąd Okręgowy, po zapoznaniu się z apelacją prokuratora i adwokatów, utrzymał wyrok sądu pierwszej instancji, który teraz stał się prawomocny. Dwa dni później, decyzją komisarza wyborczego, wygasł mandat radnego Grzegorza Kiełba. 
6 grudnia 2019 zgłosił się do odbywania kary. Prawo do ubiegania się o warunkowe przedterminowe zwolnienie z więzienia nabył w marcu 2020, po odbyciu połowy orzeczonej kary. 25 czerwca 2020 wyszedł na wolność. 
Wszedł w skład Komitetu Inicjatywy Uchwałodawczej, który złożył w biurze tarnobrzeskiej rady miast projekt uchwały w sprawie przystąpienia do prac związanych z uzyskaniem przez Gminę Tarnobrzeg statusu uzdrowiska lub obszaru ochrony uzdrowiskowej. 

## Nagrody i wyróżnienia
- Samorządowiec roku 2018 w powiecie tarnobrzeskim (2018)[34]
- Samorządowiec roku 2018 na północnym Podkarpaciu (2018)[34]
- Człowiek roku 2017 w kategorii samorządność i społeczność lokalna w powiecie tarnobrzeskim (2018)[35]
- Człowiek roku 2016 w powiecie tarnobrzeskim (2017)[36]
- Odznaczenie „Za Zasługi dla Polskiego Związku Działkowców” (2016)[37]

## Życie prywatne
Żonaty, ma dwóch synów oraz córkę.